# Félix Desplan
Pour les articles homonymes, voir Desplan.
Félix Pierre Desplan, né le 22 février 1943, est un homme politique français, membre du Parti socialiste (FGPS).

## Biographie
Principal de collège de profession, Félix Desplan fait son entrée en politique à l'occasion des élections municipales de 1971 où il se présente à Pointe-Noire et devient premier adjoint au maire. Il devient maire de cette commune à la suite des élections municipales de 2001 et est réélu en 2008.
Élu conseiller régional en 1988, il fait son entrée au conseil général de la Guadeloupe en 2004 à la suite de son élection dans le canton de Pointe-Noire. Il devient immédiatement deuxième vice-président de l'assemblée départementale puis premier vice-président depuis 2008. Il annonce renoncer à ce mandat à la suite de son élection au Sénat.
Il se présente aux élections sénatoriales de 2011 sous l'étiquette du FGPS. Le 25 septembre 2011, il obtient 47,92 % des voix au second tour et il est élu sénateur de la Guadeloupe. Fin septembre 2013, il laisse sa place de maire de Pointe-Noire à son premier adjoint, Tony Sinivassin.

## Détail des fonctions et des mandats
Sénat
- Sénateur de la Guadeloupe entre le 1er octobre 2011 et le 1er octobre 2017

Conseil régional de la Guadeloupe
- Conseiller régional de 1988 à 2004

Conseil général de la Guadeloupe
- Conseiller général du canton de Pointe-Noire du 28 mars 2004 au 25 septembre 2011
- Vice-président du 28 mars 2004 au 25 septembre 2011

Commune de Pointe-Noire
- Adjoint au maire de 1971 à 1981
- Maire du 18 mars 2001 au 25 septembre 2013